# Triatlon op de Pan-Amerikaanse Spelen 2007

De triatlon bij de Pan-Amerikaanse Spelen 2007 werd gehouden op 15 juli 2007 in Rio de Janeiro. Het was de vierde keer dat deze wedstrijd op het programma stond van de Pan-Amerikaanse Spelen. De eerste man en vrouw van de wedstrijd plaatste zich meteen voor de Olympische Spelen van 2008 in Peking.

## Uitslagen

### Mannen
| Rang   | Atleet                | Nat. | Finishtijd | Verschil  |
| ------ | --------------------- | ---- | ---------- | --------- |
| Goud   | Andy Potts            | USA  | 1:52:31.51 | —         |
| Zilver | Brent McMahon         | CAN  | 1:52:38.19 | +0:06.68  |
| Brons  | Juraci Moreira        | BRA  | 1:52:54.79 | +0:23.28  |
| 4      | Kyle Jones            | CAN  | 1:53:05.25 | +0:33.74  |
| 5      | Leonardo Chacón       | CRC  | 1:53:13.75 | +0:42.24  |
| 6      | Jarrod Shoemaker      | USA  | 1:53:32.74 | +1:01.23  |
| 7      | Michel González       | CUB  | 1:53:34.57 | +1:03.06  |
| 8      | Brian Fleischmann     | USA  | 1:53:37.36 | +1:05.85  |
| 9      | Arturo Garza          | MEX  | 1:53:43.51 | +1:12.00  |
| 10     | Jorge Arias           | COL  | 1:53:53.76 | +1:22.25  |
| 11     | Paul Tichelaar        | CAN  | 1:54:03.16 | +1:31.65  |
| 12     | Javier Cuevas         | DOM  | 1:54:49.39 | +2:17.88  |
| 13     | Virgílio de Castilho  | BRA  | 1:55:17.24 | +2:45.73  |
| 14     | José Vivas            | VEN  | 1:55:31.71 | +3:00.20  |
| 15     | Velmar Bianco         | ARG  | 1:55:40.29 | +3:08.78  |
| 16     | Yean Carlos Jimenez   | DOM  | 1:55:52.82 | +3:21.31  |
| 17     | Carlos Rodríguez      | CUB  | 1:56:08.08 | +3:36.57  |
| 18     | Leonardo Saucedo      | MEX  | 1:56:26.50 | +3:54.99  |
| 19     | Javier Rosas          | MEX  | 1:56:49.99 | +4:18.48  |
| 20     | Felipe Van de Wyngard | CHI  | 1:56:53.86 | +4:22.35  |
| 21     | Luciano Farias        | ARG  | 1:57:03.47 | +4:31.96  |
| 22     | Ramon Alberich        | CUB  | 1:57:05.07 | +4:33.56  |
| 23     | Carlos Hernández      | ESA  | 1:57:44.19 | +5:12.68  |
| 24     | Gilberto González     | VEN  | 1:58:23.05 | +5:51.54  |
| 25     | Edgardo Vélez Rivera  | PUR  | 2:00:03.05 | +7:31.54  |
| 26     | Camilo González       | VEN  | 2:00:42.09 | +8:10.58  |
| 27     | Héctor Hernández      | DOM  | 2:03:43.52 | +11:12.01 |
| 28     | Guillermo Nantes      | URU  | 2:04:16.84 | +11:45.33 |
| 29     | Antônio Marcos        | BRA  | 2:06:50.94 | +14:19.43 |
| 30     | Benjamin Munizaga     | CHI  | 2:07:41.01 | +15:09.50 |
| —      | Ricardo Cardeno       | COL  | DNF        | —         |
| —      | Luis Torrico          | BOL  | DNF        | —         |
| —      | Lucas Cocha           | ARG  | DNF        | —         |
| —      | Roberto Machado       | CRC  | DNF        | —         |
| —      | Marc DeCaul           | GRN  | DNF        | —         |
| —      | Carlos Friely         | GUA  | DNF        | —         |

### Vrouwen
| Rang   | Atleet                 | Nat. | Finishtijd | Verschil  |
| ------ | ---------------------- | ---- | ---------- | --------- |
| Goud   | Julie Ertel            | USA  | 1:57:23.21 | —         |
| Zilver | Sarah Haskins          | USA  | 1:57:46.23 | +0:23.02  |
| Brons  | Lauren Groves          | CAN  | 1:59:50.38 | +2:27.17  |
| 4      | Kathy Tremblay         | CAN  | 2:00:25.90 | +3:02.69  |
| 5      | Melody Angel Ramírez   | MEX  | 2:00:44.24 | +3:21.03  |
| 6      | Mariana Ohata          | BRA  | 2:00:51.28 | +3:28.07  |
| 7      | Adriana Corona         | MEX  | 2:01:00.46 | +3:37.25  |
| 8      | Barbara Riveros        | CHI  | 2:01:42.89 | +4:19.68  |
| 9      | Carla Moreno           | BRA  | 2:02:03.29 | +4:40.08  |
| 10     | Sara McLarty           | USA  | 2:02:07.68 | +4:44.47  |
| 11     | Paola Bonilla          | ECU  | 2:02:16.72 | +4:53.51  |
| 12     | Flora Duffy            | BER  | 2:03:13.92 | +5:50.71  |
| 13     | Yanitza Pérez          | CUB  | 2:03:49.24 | +6:26.03  |
| 14     | Alia Cardinale         | CRC  | 2:03:59.86 | +6:36.65  |
| 15     | Dunia Gómez Tirado     | MEX  | 2:04:20.30 | +6:57.09  |
| 16     | Pamela Geijo           | ARG  | 2:04:37.89 | +7:14.68  |
| 17     | Venus Rodríguez        | CUB  | 2:05:28.44 | +8:05.23  |
| 18     | Fiorella D'Croz        | COL  | 2:05:53.79 | +8:30.58  |
| 19     | Sandra Soldan          | BRA  | 2:06:35.99 | +9:12.78  |
| 20     | Rosemary López         | VEN  | 2:07:47.64 | +10:24.43 |
| 21     | Melissa Ríos la Luz    | PUR  | 2:09:01.49 | +11:38.28 |
| 22     | Elizabeth Bravo        | ECU  | 2:11:01.88 | +13:38.67 |
| 23     | Maydelen Justo         | CUB  | 2:11:21.32 | +13:58.11 |
| 24     | Monica Umana           | CRC  | 2:12:08.31 | +14:45.10 |
| 25     | Virginia López Argenta | URU  | 2:15:18.67 | +17:55.46 |
| 26     | Nidia Kondratavicius   | ARG  | 2:15:46.76 | +18:23.55 |
| —      | Maria Morales          | COL  | DNF        | —         |
| —      | Paulina Abrego         | ARG  | DNF        | —         |
| —      | Agnes Eppers           | BOL  | DNF        | —         |